# Justus Saurbrey
Justus Lannes Saurbrey (født 24. december 1894 i Tureby Sogn, død 13. august 1987) var en dansk jurist, embedsmand, amtmand og departementschef.
Justus Saurbrey var søn af overjæger på Bregentved Frederik Christian Sophus Saurbrey (1861–1932) og delte sin fars interesse for skov og jagt. Han valgte dog at gå juraens vej efter studentereksamen fra Schneekloths Skole i 1913 ved at tage juridisk embedseksamen fra Københavns Universitet i 1919.
Han blev ansat som sekretær i Indenrigsministeriet i 1919 og fortsatte hele sin karriere her. I 1928 blev han ministersekretær, i 1934 fuldmægtig, i 1938 kontorchef og i 1942 departementschef. Da regeringen ikke fungerede under besættelsen var han fast deltager i departementschefstyret og fik sin sag for, da tyske flygtninge i krigens sidste måneder lagde beslag på mange kommunale og statslige bygninger. 
Efter tiden som departementschef blev i 1948 han amtmand over Frederiksborg Amt i en tid, hvor antallet af feriehuse voksede samtidig med at skove og naturområder skulle bevares. Han havde embedet frem til 1964.
Sideløbende med sin ansættelse i ministeriet virkede han 1928-1942 som sekretær i De Samvirkende Sognerådsforeninger og som redaktør af Sognerådstidende fra 1937 til 1942.
Han blev ridder af Dannebrog i 1938, dannebrogsmand i 1946, kommandør af 2. grad af Dannebrog i 1950 og kommandør af 1. grad af Dannebrog i 1958. I 1965 blev han desuden udnævnt til kammerherre.